# Luís Pereira Brandão
Luís Pereira Brandão (Porto, 1540 – Lisbona, 1590) è stato un poeta portoghese.

## Biografia
Nato da una famiglia nobile - era figlio di António Pereira Brandão, morto durante la penetrazione portoghese nell'Impero di Monomotapa, in Africa - il cavaliere Luís Pereira Brandão si formò nella scuola dei gesuiti e divenne sacerdote e professo dell'Ordine supremo del Cristo, un potente ordine equestre che dal 1551 era annesso alla corona del Portogallo. Pereira Brandão si fece apprezzare alla Corte portoghese come poeta. Seguì il re Sebastiano I del Portogallo nella sfortunata campagna che aveva lo scopo di rafforzare l'influenza portoghese sul Marocco. La flotta portoghese raggiunse le coste africane il 4 agosto 1578, ma i portoghesi furono sconfitti e il re morì in battaglia nei pressi di Alcazarquivir (Ksar El Kebir).

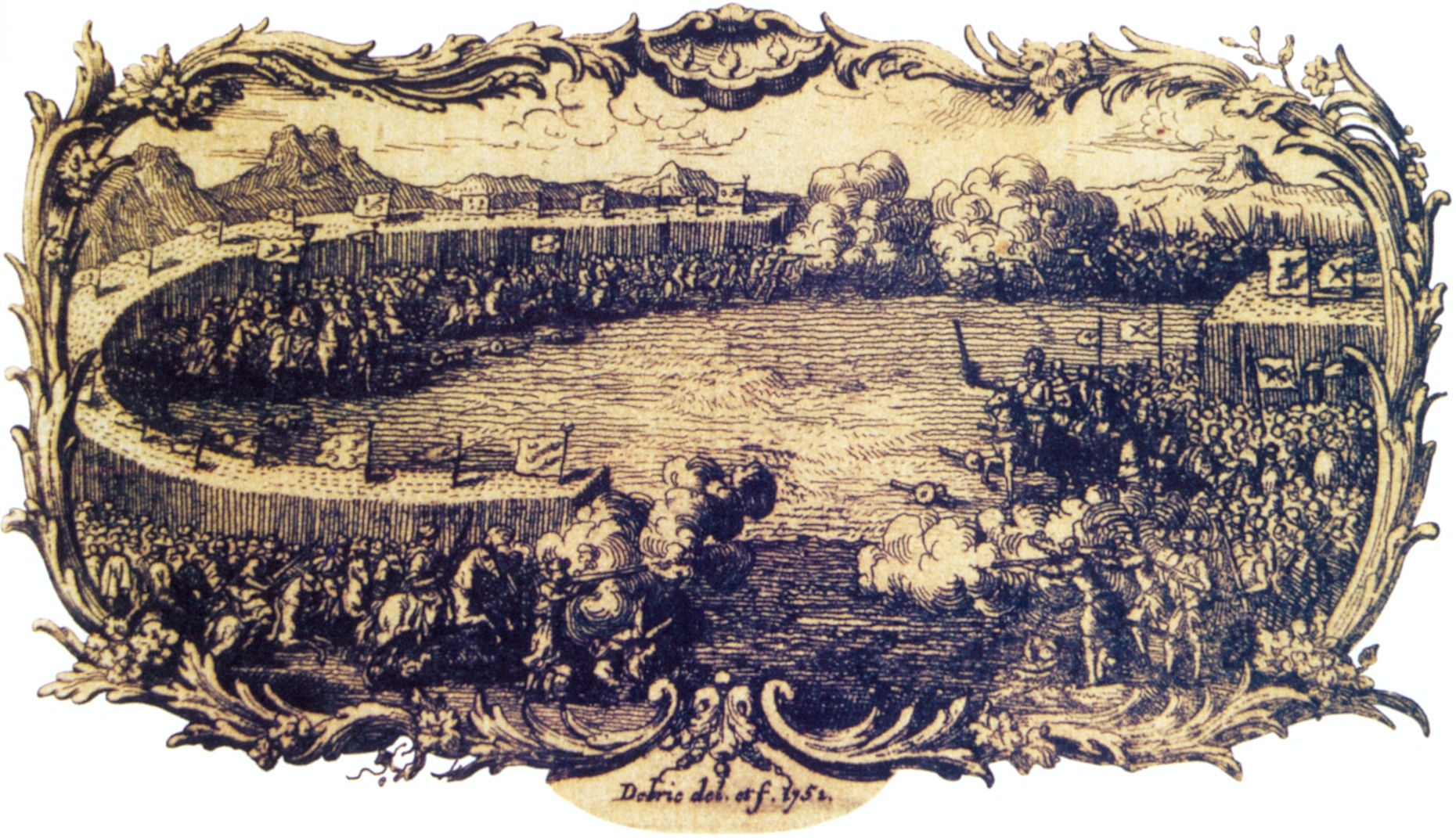
Battaglia di Alcazarquivir, incisione

Luís Pereira Brandão fu catturato e in prigione iniziò a scrivere un poema elegiaco, in 18 canti e in ottava rima, per descrivere minutamente e piangere sulle sorti della sfortunata battaglia, cui aveva personalmente assistito e che si era conclusa con la morte del re, il cui cadavere non fu recuperato. Il poema fu pubblicato a Lisbona nel 1588, col titolo A Elegíada e con una dedica al cardinale Alberto d'Austria il quale, arrivato in Portogallo nel 1585, come nunzio apostolico e grande inquisitore, era stato nominato viceré di quella nazione.
Luís Pereira Brandão, pagato il riscatto, fu liberato e poté tornare in Portogallo, dove visse per il resto della vita vestito a lutto.
Una strada è stata a lui dedicata anche a San Paolo del Brasile.

## Opere
- Elegiada de Luys Pereyra. Dirigida ao Serenissimo Senhor Cardeal Alberto Archiduque de Austria, & Governador dos Reynos de Portugal, Lisboa, por Manuel de Lyra, 1588.[3]